# Ninh Điền
Ninh Điền là một xã thuộc tỉnh Tây Ninh,Việt Nam.

## Địa lý
Xã Ninh Điền nằm về phía tây của huyện Châu Thành, có vị trí địa lý:
- Phía đông giáp xã Long Vĩnh
- Phía tây giáp xã Prey Ta Ei và xã Koki Saom, huyện Svay Theab, tỉnh Svay Rieng, Campuchia
- Phía nam giáp xã Long Phước và xã Long Chữ, huyện Bến Cầu
- Phía bắc giáp xã Thành Long, xã Trí Bình, xã An Bình và xã Thanh Điền.

Xã Ninh Điền có diện tích 84,65 km², dân số năm 2019 là 7.751 người, mật độ dân số đạt 92 người/km².

## Hành chính
Xã Ninh Điền được chia thành 11 ấp: Gò Nổi, Trà Sim, Bến Cừ, Nam Bến Sỏi, Bắc Bến Sỏi, Thành Tây, Thành Đông, Thành Trung, Thành Bắc, Thành Nam và Thành Tân.